# Paul Wesley
Paul Wesley (New Brunswick, New Jersey, 23. srpnja 1982.), poljsko-američki glumac. Najpoznatiji je po ulozi Stefana Salvatorea u TV seriji Vampirski dnevnici.
Glumio je u četverodijelnoj mini seriji Fallen, a epizodne uloge odigrao je u serijama 24, Everwood, American Dreams i 8 Simple Rules. Za ulogu u Vampirskim dnevnicima nagrađen je dvjema nagradama Teen Choice.

## Vanjske poveznice
Paul Wesley u internetskoj bazi filmova IMDb-u (engl.)